# Adri van Tiggelen
Adri van Tiggelen (Oud-Beijerland, 1957. június 16. –) Európa-bajnok holland labdarúgó, hátvéd, edző.

## Pályafutása

### Klubcsapatban
A Sparta Rotterdam korosztályos csapatában kezdte a labdarúgást, ahol 1978-ban mutatkozott be az első csapatban. 1983 és 1986 között az FC Groningen játékosa volt. 1986-ban a belga Anderlechthez szerződött, ahol öt idényen át szerepelt és két-két bajnoki címet és belga kupa győzelmet ért el a csapattal. 1991-ben hazatért és a PSV Eindhoven igazolt, ahol egy bajnok cím részese volt. 1994-95-ben az FC Dordrecht csapatában fejezte be az aktív labdarúgást.

### A válogatottban
1983 és 1992 között 56 alkalommal szerepelt a holland válogatottban. Két Európa-bajnokságon vett részt. Az 1988-as NSZK-beli Európa-bajnokságon aranyérmes, az 1992-es svédországi tornán bronzérmes lett a csapattal. Tagja volt az 1990-es olaszországi világbajnokságon részt vevő válogatott keretnek.

### Edzőként
2005 és 2010 között a Sparta Rotterdam különböző csapatainál dolgozott edzőként. 2005-ben és 2007-ben az első csapat megbízott edzője volt. 2005 és 2007 között az ifjúsági csapat szakmai munkáját irányította. 2011-ben a VV Heerjansdam, 2013-ban az RVVH együtteseinél tevékenykedett.

## Sikerei, díjai
Hollandia
- Európa-bajnokság
  - aranyérmes: 1988, NSZK
  - bronzérmes: 1992, Svédország

 RSC Anderlecht
- Belga bajnokság
  - bajnok: 1986–87, 1990–91
- Belga kupa
  - győztes: 1988, 1989
- Belga szuperkupa
  - győztes: 1986, 1987
  - döntős: 1988, 1989

 PSV Eindhoven
- Holland bajnokság (Eredivisie)
  - bajnok: 1991–92
- Holland szuperkupa
  - győztes: 1992
  - döntős: 1991